# Friesland: Hand und Fuß
Hand und Fuß ist ein deutscher Fernsehfilm von Isabel Prahl aus dem Jahr 2019. Es handelt sich um die neunte Folge der Fernsehreihe Friesland.

## Handlung
Die Hochzeit von Britta Schütte und Michael Meissner steht bevor. Nach Brittas Junggesellenabschiedsparty landet Ortspolizist Henk Cassens volltrunken mit ihr im Bett, was ihm im Folgenden sehr unangenehm ist. Erst am Schluss erfährt er von Brautjungfer Insa Scherzinger, dass sie beide sofort fest eingeschlafen waren und gar nichts zwischen ihnen „passiert“ war.
Bestatter Wolfgang Habedank hat eine Romanze mit Elisabeth Veith, der Leiterin des Leeraner Krematoriums. Als er aus einem Sarg im Krematorium sein dort vergessenes Handy holen will, sieht er darin einen dritten Fuß, was er umgehend zur Anzeige bringt. Henk und seine Kollegin Süher glauben ihm zunächst nicht, und als sie schließlich doch nachsehen, sind die fraglichen Särge bereits der Einäscherung zugeführt worden. Als sie den Krematoriums-Angestellten Ingo Kessler spätabends befragen wollen, schlägt dieser Henk nieder und flieht. Im Krematorium finden die Polizeibeamten in einem halboffenen Sarg eine abgeschnittene Hand und bringen sie zur Hobbyforensikerin Insa zur Untersuchung. Den dringend tatverdächtigen Kessler treffen sie am nächsten Tag nicht an. Seine Mutter, bei der er lebt, sagt ihnen, er besorge Wildkameras für den Garten, um Waschbären aufzunehmen. 
Als Jan Brockhorst von den abgetrennten Körperteilen erfährt, erinnert er sich sofort an einen Wilhelmshavener Serienmörder, der nur durch Brockhorsts Nachlässigkeit einer Festnahme entging. Diese Scharte will er jetzt auswetzen und der Wilhelmshavener Polizei einen Erfolg präsentieren, um seine Strafversetzung zu beenden, bevor sie den Fall übernimmt. Er besorgt sich die damalige Ermittlungsakte.
Insa Scherzinger bekommt anhand eines weggelaserten Tattoos heraus, dass die abgeschnittene Hand Corinna Blum gehörte, einer Krankenschwester der Seeklinik. In deren Wohnung finden sie eine auf einen Spiegel geschriebene Drohung sowie ein Bild ihres Exfreundes Olaf Hungerbühl. Dieser kann erst nach größeren Zwischenfällen festgenommen werden und gilt für Brockhorst als Hauptverdächtiger, doch alle belastenden Indizien stellen sich als haltlos heraus. Er sieht Brockhorsts Phantombild des Wilhelmshavener Killers auch nicht besonders ähnlich.
Der damalige Täter hatte seine Opfer mit vorgetäuschten Autopannen geködert. Da Süher anfangs Ingo Kessler bei einer solchen Panne begegnet war, nehmen sie ihn nun doch fest. Süher erfährt von ihm, dass er zur Tatzeit mit seinem Freund in Kiel zusammen war, der das Alibi bestätigt. Weiterhin berichtet er davon, dass die Seeklinik ein Abkommen mit dem Krematorium hat, Spezialabfälle wie Körperteile dort billig, aber illegal in Särgen zu entsorgen. Er habe den Transport dieser Abfälle übernommen. Auf diese Aussage hin wird er auf freien Fuß gesetzt. 
Nun wird Prof. Bertram, der Klinikleiter, festgenommen, und übergibt seinem Stellvertreter Michael Meissner die Klinik. Da bekommt Brockhorst einen anonymen Hinweis, Corinna Blums Leiche sei in Kesslers Garten vergraben. Sie wird dort auch tatsächlich gefunden. Süher macht sich Vorwürfe, Kessler aus der U-Haft entlassen zu haben, findet aber andererseits, dass der Fall nicht zusammenpasst: Kessler hat doch ein dichtes Alibi und würde auch niemals eine Leiche auf dem Grundstück seiner geliebten Mutter vergraben.
Während Brockhorst den untergetauchten Kessler zur Fahndung ausschreibt, kommt Henk durch eine Bemerkung Brittas auf die Idee, Kesslers Wildkameras zu untersuchen. Dort findet er eine Aufzeichnung von Michael Meissner, der Corinnas Leiche in Kesslers Garten vergräbt. Unabhängig davon sind auch Insa und Süher ihm auf die Schliche gekommen und konfrontieren ihn damit, werden jedoch von ihm überwältigt. Im letzten Moment können Henk und Brockhorst sie befreien und Meissner festnehmen. Er hatte eine Affäre mit Corinna Blum, die von der illegalen Abfallentsorgung wusste und Meissner damit unter Druck setzen wollte.
In der letzten Einstellung fahren Henk und Süher achtlos an einem scheinbar liegengebliebenen Auto vorbei, neben dem ein Mann steht, der zu Brockhorsts Phantombild perfekt passt. Dabei ist bis in den Abspann hinein ein Teil des Pink-Floyd-Songs „One of These Days (I’m going to cut you into little pieces)“ zu hören.

## Rezeption

### Einschaltquoten
Die Erstausstrahlung am 14. Dezember 2019 erreichte 5,98 Millionen Zuschauer (Marktanteil 20,8 %). Von den 14- bis 49-jährigen Zuschauern schalteten 0,88 Millionen ein (Marktanteil 11,4 %).

### Kritiken
Volker Bergmeister zeigt sich auf tittelbach.tv nur wenig überrascht: „Brav und harmlos geht es zu in diesem Krimi mit leicht komödiantischer Note, die Figuren sind schablonenhaft, Spannung kommt kaum auf, weil die Geschichte ohnehin nur wie Vorwand wirkt. The same procedure. Im Mittelpunkt stehen die Landschaft und das durchweg sympathische Ermittlerteam, der Rest ist Garnierung. Isa Prahl hat den Film stimmig in Szene gesetzt: Die Reihe erfüllt das, was man von ihr erwartet: Unterhaltung, die nicht weh tut!“
Sidney Schering bei quotenmeter.de ist von der Besetzung begeistert, kommt aber zu einem ähnlichen Schluss: „Regisseurin Isabel Prahl […] und das Casting-/Koordinationsteam haben hier erstaunliche Arbeit geleistet – solch ein Aufgebot in kleineren Rollen ist wahrlich nicht alltäglich, noch dazu in einer der «kleineren» Krimireihen der öffentlich-rechtlichen Sender. Aber irgendwie kann der neunte «Friesland»-Teil den Verdacht nicht abschütteln, dass er nur Beschäftigungstherapie oder ein ‚Wir wollten halt alle mal zusammenarbeiten, und das hat sich als Gelegenheit ergeben‘-Projekt ist: In ‚Friesland – Hand und Fuß‘ sind alle Charaktere, insbesondere die Episodenrollen, bestenfalls zweidimensional skizziert, die Geschichte plätschert vor sich hin und die komödiantischen Einlagen sind nicht nur rar gesät, sondern zudem so lasch umgesetzt, das[s] sie nur selten zünden.“
Anders sieht es Tilmann P. Gangloff auf evangelisch.de: „Die Darsteller bewegen sich zwar auch diesmal im Rahmen ihrer Rollen, aber die Geschichte ist originell und erfreut zudem durch einige Überraschungen. Zartbesaitete Zuschauer, die um ‚echte‘ Krimis einen großen Bogen machen, werden beim Wort ‚Serienmörder‘ zwar erst mal zusammenzucken, können aber unbesorgt bleiben: Der entsprechende Verdacht bestätigt sich selbstredend nicht, schließlich steht ‚Friesland‘ eher für Komödie als für packende Spannung.“

## Running Gag
Als Running Gag ist in einer Hafen- oder Wasserszene jeder Folge, meist in einer Dialogpause, dasselbe kurze Delfingeräusch off camera im Hintergrund hörbar. In Hand und Fuß erklingt es nach 30:38 Minuten.